# Вітаутас Ґерманавічюс
Вітаутас Ґерманавічюс (лит. Vytautas Germanavičius, нар. 1969, Вільнюс) — литовський композитор.

## Біографія
1996 року закінчив Литовську академію музики як композитор під керівництвом проф. Ю. Юзелюнаса. 2005 року отримав магістерський ступінь з електронної музики у Мілсівському коледжі (США). Також вивчав композицію під керівництвом Джонатана Гарві та Елвіна Карена. Отримав Стипендію сера Віл'яма Ґлока на участь у Дартинґтонських міжнародних літніх курсах (Велика Британія, 1996), Ешберґову стипендію ЮНЕСКО на резидентуру при Банфському центрі мистецтв (Канада, 2000), стипендію Фулбрайта (Мілсівський коледж, США, 2003), Нагороду Елізабет Мілс-Крадерс у галузі композиції (Мілсівський коледж, 2005). Був композитором-резидентом у Міжнародному композиторському центрі у Вісбі (Швеція, 2001). Отримав нагороди конкурсу Литовського музичного фонду (1995, 1998), Державний щорічний Грант для молодих артистів Міністерства культури Литви (1997, 2000), Литовський державний індивідуальний Грант для артистів (2001—2003), II премію міжнародного конкурсу електронної музики Прямі шляхи: Краса Центру мистецтв та медій — ZKM (Німеччина, 2006).
Автор багатьох творів на камерні ансамблі, оркестр, хор, традиційні інструменти з електронікою з акцентом на комп'ютерно контрольованому згуковому перформансі. Його твори виконувано багатьма відомими виконавцями та формаціями на численних міжнародних фестивалях та концертах сучасної музики в Європі, Азії та Америці. Член Литовської Спілки композиторів (1996), він був Президентом Литовської секції Міжнародного товариства сучасної музики — ІЗСМ (1998—2005) та артистичним директором фестивалю сучасної музики Is arti (2001).